# Zamek Drachenburg
Schloss Drachenburg (niem. Schloss Drachenburg) – pałac, znajdujący się na górze Drachenfels, na Siedmiogórzu w Königswinter, w Niemczech. Został wybudowany w latach 1882–1884, w stylu historyzmu. Zewnętrzna część pałacu powstała w stylu neogotyckim, w wewnętrznej części budowli wykorzystano styl neorenesansowy. Schloss Drachenburg jest mieszanką willi, zamku i pałacu.

## Historia

### Prywatna willa Drachenburg

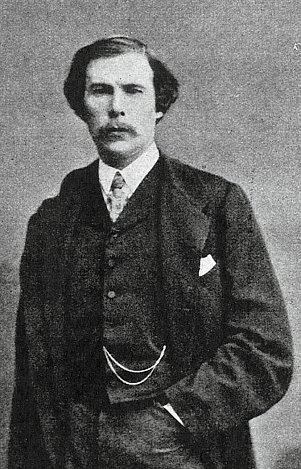
Stephan von Sarter (1833–1902)

Budynek wybudowano specjalnie dla barona – Stephana von Sartera, eksperta od finansów w 1882. Pierwsze plany willi sporządzili architekci z Düsseldorfu – Leo von Abbema i Bernhard Tüshaus. Później zostały one przerobione przez architekta mieszkającego na stałe w Paryżu, Wilhelma Hoffmanna. Ucznia mistrza – Ernsta Friedricha Zwirnera, który tworzył Katedrę w Kolonii. Willę wybudowano w rekordowym czasie, jednak Sarter nigdy w niej nie mieszkał. Na stałe przebywał w Paryżu. Zmarł w 1902 bezdzietnie. W tym samym roku jego bratanek – Jakob Biesenbach wykupił willę swojego wuja, Sartera.

### Jakob Biesenbach nowym właścicielem rodzinnego majątku

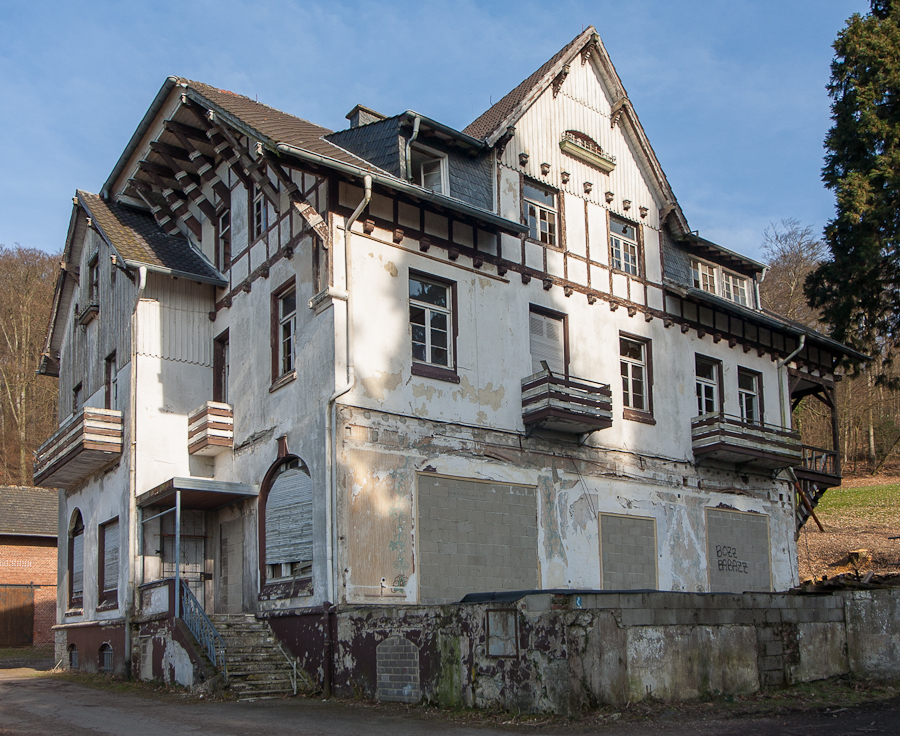
Podwórze zamkowe, hotel „Schweizer Stil” (2013)

W 1903 Biesenbach postanowił przebudować obszar w atrakcję turystyczną. W 1904 kazał zburzyć średniowieczne podwórze zamkowe i na jego miejscu wybudował hotel „Schweizer Stil”. W 1910 bratanek Sartera sprzedał pałac Drachenburg rotmistrzowi, Egbertowi von Simon. Simon postanowił przerobić pałac na park rozrywki. Jednak nie miał na to pieniędzy. W 1915 poległ w I wojnie światowej.
Po 1915 właścicielem pałacu Drachenburg przez kilka lat był Hermann Flohr, który w 1921 kupił plac zamkowy, a w 1923 cały pałac w Königswinter.
Kupiec i producent z Kolonii udostępnił kilka swoich bloków mieszkalnych stowarzyszeniu kobiet Niemieckiego Czerwonego Krzyża, a sam korzystał z pałacu jako rezydencji weekendowej. W 1930 Flohr przekazał pałac zakonowi katolickiemu. Rok później zakon Braci szkolnych przejął pałac, park i budynki mieszkalne, i przekształcił cały ten teren w szkołę z internatem pod nazwą „świętego Michała”. Bracia szkolni połączyli w swojej pedagogice treść wiary katolickiej z ideałami ruchu młodzieżowego Bündische Jugend. Prostota, bliskość natury i przyjazna społeczność kształtowały życie szkoły z internatem. W 1938 zakon postanowił zamknąć szkołę „świętego Michała” pod naciskiem nazistów.

### Zniszczenia poII wojnie światowej
W 1942 szkoła elitarna nazistów, szkoła Adolfa Hitlera przejęła pałac Drachenburg. Najbardziej trwałą zmianą budowlaną z tego okresu jest zniszczenie pierwotnego portalu głównego pałacu. Zamiast dwuskrzydłowych schodów, które prowadziły do szczytu portyku wejście zostało zastąpione szerokimi schodami. Park również uległ poważnym zniszczeniom, ponieważ służył jako składnica broni. Ostatecznie pałac znalazł się pod ostrzałem. Prawie wszystkie witraże zostały zniszczone, a sala artystyczna została poważnie uszkodzona. Pod koniec wojny wojska amerykańskie zajęły pałac. Później służył on jako obóz dla uchodźców.

### Odbudowa pałac po II wojnie światowej
W 1947 niemieckie koleje państwowe z Wuppertalu odkryły obiekt Drachenburg i wynajęły na kilka lat. W latach 1947–1960 istniał tam ośrodek szkoleniowy. Odbudowano salę artystyczną i odnowiono dach. Przeszkloną stronę parku zamurowano, żeby naprawić zniszczoną stronę Renu. W 1960 niemieckie koleje państwowe przeniosły szkołę i opuściły pałac Drachenburg.

### Rozpad i nowy początek pałacu Drachenburg
W latach 1960–1970 budowla stała pusta. Wnętrze zostało poważnie uszkodzone: rzeźbione, drewniane boazerie służyły jako drewno na opał, duże fragmenty fresków na klatce schodowej i w jadalni zostały całkowicie lub częściowo skradzione. W 1963 zapobiegnięto wyburzeniu pałacu. Dopiero w 1971 kupiec włókienniczy – Paul Spinat nabył Drachenburg, odbudował i odnowił. Pomieszczenia zmienił według własnego uznania, niektóre z nich wyglądają dość śmiało z dzisiejszej perspektywy. Brakujące freski zostały uzupełnione przez młodych artystów. Zniszczone witraże zostały zastąpione przez nowe, a meble stanowiły kolorową kolekcją antyków i różnych ciekawostek. Nie zabrakło nawet tak zwanego tronu Ludwika XIV. Wydarzenia kulturalne w pałacu były w dużej mierze obsadzone. Na przykład Andy Warhol był kiedyś gościem na dworze i stworzył obraz z motywem pałacu. W 1973 zakończono prace nad obiektem Drachenburg. W 1989 Spinat zmarł.

### Ochrona i konserwacja zabytków
Od 1986 pałac Drachenburg podlega ochronie. W 1989 podjęto decyzję o odbudowie obiektu. Od 1995 Nordrhein-Westfalen-Stiftung Naturschutz, Heimat- und Kulturpflege starannie odtworzyła pałac Drachenburg w ścisłej kooperacji z Krajem związkowym Niemiec i miastem Königswinter. W 2010 zakończono prace renowacyjne na pałacu, a wszystkie odrestaurowane i odnowione pomieszczenia ponownie stały się dostępne dla zwiedzających. W 2011 park krajobrazowy został całkowicie ukończony.